# Jean François Sylvestre Denis de Trobriand
Jean Joseph Sylvestre Denis, comte de Trobriand, né au Cosquérou en Ploujean (Finistère) le 7 juin 1765 et décédé le 16 mars 1799 à Saint-Domingue, est un officier de marine et navigateur français du XVIIIe siècle. Il se distingue lors de l'expédition d'Entrecasteaux (1791-1794).

## Biographie

### Origines et jeunesse
Issu d'une famille aristocratique bretonne, Jean Joseph Sylvestre Denis de Trobriand naît le 7 juin 1765 au manoir de Cosquérou à Ploujean, près de Morlaix (Finistère), de Jean François Sylvestre Denis, comte de Trobriand (1729-1816) et Elisabeth Emmanuelle Drouet de La Villehaye.
Page du comte d’Artois en 1778, il entre dans la Marine royale et devint garde-marine en 1780. Il sert sous ordres de Bougainville et prend part à la guerre d’indépendance des États-Unis.

### À la recherche deMonsieur de Lapérouse
Le 29 septembre 1791, il embarque comme premier lieutenant sur L'Espérance, sous les ordres de Huon de Kermadec, un des vaisseaux de l’expédition menée par le contre-amiral d'Entrecasteaux, commandant La Recherche, pour retrouver les traces de l’expédition de La Pérouse. Les deux navires passent le cap de Bonne-Espérance, reconnaissent l’île Amsterdam et gagnent la côte sud de l’Australie-Occidentale. Ils explorent alors la Terre de Van Diemen, puis la Nouvelle-Calédonie, les Nouvelles-Hébrides, les îles Salomon et les îles de l'Amirauté avant de faire une escale de repos de cinq semaines à Amboine aux îles Moluques, en septembre 1792. L’expédition se dirige alors à nouveau vers l’Australie, fait escale aux îles Tonga et revient en Nouvelle-Calédonie où Jean-Michel Huon de Kermadec meurt d’épuisement le 6 mai 1793. L’expédition prend alors la route du retour et, le 20 juin 1793, reconnaît une grande île de la Louisiade qui reçoit le nom de Trobriand et sa pointe la plus au nord celui de cap Denis.
Le 20 juillet 1793, au large des côtes de l’île de Java, d'Entrecasteaux décède également et Trobriand, à la suite de dissensions entre partisans de la Révolution et royalistes qui amènent à des tensions au sein du personnel de l’expédition, prend, sous les ordres du nouveau chef d’expédition, d’Auribeau, lui-même très malade, le commandement de la frégate La Recherche. Le 19 octobre 1793, ignorant l’état de guerre entre la Hollande et la France, il fait escale à Surabaya et est détenu pendant quelques jours. Libéré le 25 octobre avec l’autorisation de mouiller à Surabaya, il doit finalement, le 27 septembre 1794, avec l’ensemble des marins de l’expédition, se rendre aux Hollandais qui confisquent les deux navires. Une partie des équipages, fidèle à la Révolution, gagne l’Île-de-France, à bord du Scagen le 7 août 1794 pour être échangée contre des prisonniers hollandais. La Recherche et L'Espérance sont vendues aux enchères le 20 décembre 1794 et démantelées. La partie des équipages fidèle au roi quittent Batavia (Indes néerlandaises), le 5 décembre 1794, à bord du Dordrecht avec le grand convoi annuel en route vers les Pays-Bas. Jean Joseph Sylvestre Denis de Trobriand fait partie de ce contingent qui se réfugie en Hollande où il épouse Agathe du Parc de Locmaria. Il n'a pas eu de postérité.

### Retour en France
Rentré en France en 1797, il est réintégré dans la marine et promu capitaine de frégate. Il reçoit alors le commandement de La Vestale, et part pour Saint-Domingue. C’est là qu’il meurt le 16 mars 1799, vraisemblablement empoisonné sur l’ordre de Toussaint Louverture[réf. nécessaire].

## Honneurs et postérité
- Les Îles Trobriand et l'île de Denis furent nommées en son honneur.

## Sources et bibliographie
- René Kerviler, Louis Marie Chauffier, Répertoire général de bio-bibliographie bretonne, Volume 12, J. Plihon, 1900. Page 25 et suivantes lire en ligne sur Gallica
- Jurien de la Gravière, Souvenirs d'un amiral sur Google Livres, tome I, L. Hachette et cie, 1860, p. 265, 378